# هوم هیل (کوئینزلند)
هوم هیل (به انگلیسی: Home Hill) یک شهرک در استرالیا است که در کوئینزلند واقع شده‌است.